# 遠藤優
遠藤 優（えんどう まさる、1929年6月11日 - 2011年2月23日）は、平成期の実業家。元イビデン社長。東京都出身。
営業出身であり、かつて多賀潤一郎（現・イビデン最高顧問）の直属の部下であったという。就任直後のバブル景気の崩壊により経営は苦戦したが、イビデンをプリント基板などの電子関連を主力にするなどを行い、改革を進めたという。

## 略歴
- 1952年、慶應義塾大学法学部卒業。揖斐川電気工業（現・イビデン）入社。
- 1973年、取締役就任。
- 1981年、常務取締役就任。
- 1985年、専務取締役就任。
- 1991年、代表取締役社長就任[2]。
- 1999年、代表取締役会長就任。
- 2005年、顧問就任。
- 2011年2月23日、急性肺炎のため死去。81歳没[1]。

## 著作
- 礒部道生=遠藤優「フォーカスひと 遠藤優氏(イビデン社長) 「人べらしなし」宣言,苦難越え最高益」（1998年7月27日）